# Templetonova cena
Templetonova cena (anglicky Templeton Prize) je ocenění každoročně udělované Templetonovou nadací. Založeno bylo v roce 1972. Jeho nositelem se může stát žijící osoba, která se zasloužila o přínos na poli „pokroku ve výzkumu a objevech týkajících se duchovních skutečností“. Nazvané je po svém zakladateli, britském obchodníku siru Johnu Templetonovi (1912–2008), narozeném ve Spojených státech, kterého povýšila královna Alžběta II. do šlechtického stavu v roce 1987 za filantropickou činnost.
Do roku 2001 nesla cena název „Templeton Prize for Progress in Religion“. V letech 2002–2008 se pak jmenovala „Templeton Prize for Progress Toward Research or Discoveries about Spiritual Realities“. Obvykle ji předával princ Philip při ceremonii v Buckinghamském paláci. Tomáš Halík převzal ocenění 14. května 2014 v anglikánském kostele svatého Martina v polích na Trafalgarském náměstí.
O laureátech rozhoduje „panel členů poroty, významných představitelů různých akademických oblastí a náboženství“. Nominace předkládají představitelé teologických či vědeckých institucí z celého světa.
První nositelkou se roku 1973 stala Matka Tereza, šest let předtím než obdržela Nobelovu cenu míru. Templetonova nadace ocenila „její výjimečné úsilí v pomoci lidem bez domova a zanedbaným kalkatským dětem,“ tedy činnost „inspirující milióny dalších po celém světě“.
Cena je také označována jako „Nobelova cena za náboženství“.

## Finanční odměna
Výše finanční odměny je uzpůsobena tak, aby v daném roce převyšovala částku pro jednotlivé kategorie Nobelovy ceny, když Templeton kritizoval „duchovní nevšímavost“ Nobelových cen, a chtěl tak ilustrovat přesvědčení, že nejdůležitějšího pokroku se nedosahuje čistou vědou, ale harmonií vědy a náboženství. Obnos není určen pro osobní obohacení. Oceněný jej má využít k dalšímu rozvoji činností v oboru.
Templetonova cena představuje druhou nejvyšší finanční částku pro jednotlivce udělovanou filantropickou organizací (vyšší odměnu získává pouze držitel Fundamental Physics Prize). V roce 2014 výše prémie činila 1 100 000 liber šterlinků a roku 2017 pak 1,4 milionu amerických dolarů.

## Kritika
Cena se stala také terčem kritiky. Britský biolog Richard Dawkins v knize The God Delusion uvedl, že ocenění směřovalo „obvykle těm vědcům, kteří byli připraveni říct něco hezkého o náboženství“. Sean M. Carroll z Ústavu fyziky Kalifornského technologického institutu kritizoval kolegy za užívání Templetonových vědeckých grantů, přestože nesdíleli Templetonovo smýšlení. Laureát Nobelovy ceny za fyziku Martinus J. G. Veltman vinil cenu z toho, že „staví most nad propastí mezi zdravým rozumem a hloupostí“.

## Seznam nositelů
| Rok  | laureát                | laureát                       | poznámka | zdroj           |
| ---- | ---------------------- | ----------------------------- | --- | --------------- |
| 1973 | Mother Teresa          | Matka Tereza                  | zakladatelka kongregace Misionářek milosrdenství nositelka Nobelovy ceny míru 1979                                 | [ 22 ]          |
| 1974 | Frere Roger            | bratr Roger                   | zakladatel ekumenického společenství v Taizé                                                                       | [ 23 ]          |
| 1975 | Radhakrishnana         | Sarvepalli Rádhakrišnan       | bývalý prezident Indie zastánce mírového řešení vztahů s Pákistánem                                                | [ 23 ]          |
| 1976 | Suenens                | Léon-Joseph Suenens           | průkopník hnutí charismatické obnovy                                                                               | [ 24 ]          |
| 1977 | Lubich                 | Chiara Lubichová              | zakladatelka hnutí Fokoláre                                                                                        | [ 25 ]          |
| 1978 | Torrance               | Thomas Torrance               | skotský reformovaný teolog                                                                                         | [ 24 ]          |
| 1979 | Niwano                 | Nikkjó Niwano                 | spoluzakladatel buddhistického hnutí Riššó Kósei Kai                                                               | [ 24 ]          |
| 1980 | Burhoe                 | Ralph Wendell Burhoe          | zakladatel časopisu Zygon: Journal of Religion & Science                                                           | [ 26 ]          |
| 1981 | Saunders               | Cicely Saundersová            | zakladatelka hospicového hnutí a propagátorka paliativní medicíny                                                  | [ 27 ]          |
| 1982 | Graham                 | Billy Graham                  | evangelista a baptistický kazatel                                                                                  | [ 28 ]          |
| 1983 | Solzhenitsyn           | Alexandr Solženicyn           | ruský spisovatel, disident, nositel Nobelovy ceny za literaturu                                                    | [ 28 ]          |
| 1984 | Bourdeaux              | Michael Bourdeaux             | zakladatel Kestonova institutu                                                                                     | [ 23 ]          |
| 1985 | Hardy                  | Sir Alister Hardy             | zakladatel Religious Experience Research Centre                                                                    | [ 29 ]          |
| 1986 | McCord                 | James McCord                  | bývalý prezident Princetonského teologického semináře                                                              | [ 30 ]          |
| 1987 | Father Jaki            | Stanley Jaki                  | beneditiktinský mnich, profesor astrofyziky na Seton Hall University                                               | [ 28 ]          |
| 1988 | Khan                   | Inamullah Khan                | bývalý generální tajemník Modern World Muslim Congress                                                             | [ 31 ]          |
| 1989 | Weizsacker             | Carl Friedrich von Weizsäcker | fyzik a filosof | [ 24 ] [ p. 1 ] |
| 1989 | MacLeod                | George MacLeod                | zakladatel komunity Iona                                                                                           | [ 32 ] [ p. 1 ] |
| 1990 | Baba Amte              | Baba Amte                     | za rozvoj moderních komunit pro lidí trpící leprou                                                                 | [ 33 ] [ p. 2 ] |
| 1990 | Birch                  | L. Charles Birch              | emeritní profesor University of Sydney                                                                             | [ 34 ] [ p. 2 ] |
| 1991 | Jakobvits              | Immanuel Jakobovits           | bývalý hlavní rabín Velké Británie a Commonwealthu                                                                 | [ 24 ]          |
| 1992 | Han                    | Han Kjong-džik                | evangelík a zakladatel presbyteriánského kostela Young Nak                                                         | [ 35 ]          |
| 1993 | Colson                 | Charles Colson                | zakladatel Prison Fellowship                                                                                       | [ 23 ]          |
| 1994 | Novak                  | Michael Novak                 | filosof a diplomat                                                                                                 | [ 23 ]          |
| 1995 | Davies                 | Paul Davies                   | teoretický fyzik                                                                                                   | [ 36 ]          |
| 1996 | Bright                 | Bill Bright                   | zakladatel organizace Campus Crusade for Christ                                                                    | [ 37 ]          |
| 1997 | Athavale               | Pándurang Šástrí Áthavalé     | sociální reformátor, filosof a zakladatel hnutí Swadhyay                                                           | [ 37 ]          |
| 1998 | Sternberg              | Sir Sigmund Sternberg         | filantrop a zakladatel fóra Three Faith                                                                            | [ 23 ]          |
| 1999 | Barbour                | Ian Barbour                   | emeritní profesor na Carleton College                                                                              | [ 38 ]          |
| 2000 | Dyson                  | Freeman Dyson                 | emeritní profesor na Institutu aplikovaných věd Princetonské univerzity                                            | [ 38 ]          |
| 2001 | Peacocke               | Arthur Peacocke               | bývalý děkan Clare College Univerzity v Cambridgi                                                                  | [ 5 ]           |
| 2002 | Polkinghorne           | John Polkinghorne             | fyzik a teolog | [ 23 ]          |
| 2003 | Rolston                | Holmes Rolston                | filosof | [ 39 ]          |
| 2004 | Ellis                  | George F. R. Ellis            | kosmolog a filosof                                                                                                 | [ 40 ]          |
| 2005 | Townes                 | Charles Hard Townes           | držitel Nobelovy ceny za fyziku                                                                                    | [ 22 ]          |
| 2006 | Barrow                 | John D. Barrow                | kosmolog a teoretický fyzik                                                                                        | [ 41 ]          |
| 2007 | Taylor                 | Charles Margrave Taylor       | filosof | [ 19 ]          |
| 2008 | Heller                 | Michał Heller                 | fyzik a filosof | [ 6 ]           |
| 2009 | d'Espagnat             | Bernard d'Espagnat            | fyzik | [ 7 ]           |
| 2010 | Ayala                  | Francisco J. Ayala            | biolog | [ 42 ]          |
| 2011 | Rees                   | Martin Rees                   | kosmolog a astrofyzik                                                                                              | [ 43 ]          |
| 2012 | Tenzin                 | Tändzin Gjamccho              | 14. dalajláma, duchovní vůdce tibetského buddhismu nositel Nobelovy ceny za mír                                    | [ 44 ]          |
| 2013 | Tutu                   | Desmond Tutu                  | aktivista za sociální práva a bývalý anglikánský arcibiskup nositel Nobelovy ceny za mír                           | [ 45 ]          |
| 2014 | Halik                  | Tomáš Halík                   | římskokatolický kněz, teolog a sociolog                                                                            | [ 46 ]          |
| 2015 | Vanier                 | Jean Vanier                   | katolický teolog, humanitář a zakladatel L'Arche a Víry a Světla                                                   | [ 47 ]          |
| 2016 | Sacks                  | Jonathan Sacks                | rabín a teolog | [ 48 ]          |
| 2017 | Plantinga              | Alvin Plantinga               | emeritní profesor, filosof, spisovatel                                                                             | [ 18 ]          |
| 2018 | Abdalláh               | Abdalláh II.                  | král Jordánska | [ 49 ]          |
| 2019 | Sacks                  | Marcelo Gleiser               | brazilský fyzik a astronom, profesor Dartmouth College                                                             | [ 50 ] [ 51 ]   |
| 2020 | Sacks                  | Francis Collins               | genetik | [ 52 ]          |
| 2021 | Goodallová             | Jane Goodallová               | primatoložka, etoložka a aktivistka                                                                                | [ 53 ]          |
| 2022 | Wilczek                | Frank Wilczek                 | teoretický fyzik                                                                                                   | [ 54 ]          |
| 2023 | Ismailová              | Edna Adan Ismailová           | zdravotní sestra, porodní asistentka, aktivistka v oblasti zdravotní péče, bývalá ministryně zahraničí Somalilandu | [ 55 ]          |
| 2024 | Gobodo-Madikizelailová | Pumla Gobodo-Madikizela       | profesorka psychologie na Stellenbosch University                                                                  | [ 56 ]          |
| 2025 | Bartoloměj I.          | Bartoloměj I.                 | konstantinopolský arcibiskup a pravoslavný patriarcha                                                              | [ 1 ]           |